# 2951 Perepadin
2951 Perepadin este un asteroid din centura principală, descoperit pe 13 septembrie 1977 de Nikolai Cernîh.